# 法利斯克语
法利斯克语（拉丁語：Lingua Falerica）是古代法利斯克人的一种已经灭亡的语言。它与拉丁语一同构成了拉丁-法利斯克语支。
法利斯科語雖然逐漸充滿拉丁語詞，但至少存在至約公元前150年。

## 語料
大約355段銘文留存下來，主要是短的片段，日期大約是公元前7至2世紀。一部分由出自伊特魯里亞語的古意大利字母從左至右書寫，但所顯示出一些拉丁字母影響的痕跡。在羅馬北部Falerii發現的約西元前六世紀的給刻瑞斯的銘文，一般被認爲是最古老的，從左至右書寫。
發現於一個皿形飾上的一段文字寫道："foied vino pipafo, cra carefo"，也就是拉丁語的“hodie vinum bibam, cras carebo”，“今吾痛飲美酒；明將不復得之”。(R. S. Conway, Italic Dialects, p. 312, b).
墓穴中出土的文物也有以法利斯克语写就的。它们的年代主要还在伊特拉斯坎人为主导的时代，提供了物质繁荣与精细化的充足证据。早期底层提供了更远古的遗存。许多带人名的铭文更可能是伊特拉斯坎语。
撒丁岛Feronia镇可能就以法利斯克人的女神命名。一段法利斯克语许愿铭文出土于S. Maria di Falleri。

## 音系
1. 词中f保留，拉丁语则变为b(普莱内斯特扣针上的FHEFHAKED /fefaked/可能是原始拉丁-法利斯克语)；
2. d接辅音化的i颚化，变为i-，如fo-died>foied；
3. 韵尾处s消失(cra=拉丁语cras)；
4. 唇化软腭音保留(cuand=拉丁语quando，比较翁布里亚语pan(n)u)；
5. 部分韵尾辅音受下一个词声母辅音的影响同化：pretod de zenatuo sententiad(Conway, lib. cit. 321)=拉丁语praetor de senatus sententia(zenatuo为古属格)。

### f与h的问题
法利斯克语中原始印欧语浊送气音的不规则演化问题，与拉丁语中的规则演化相对，指h和f同时反映*bh/*dh和*gh：filea“女儿”、hileo“儿子”=拉丁语filius<原始印欧语*dheh₁-lyo-，fe“这里”和hec=拉丁语hic<原始印欧语*ghey-ke。
1991年，Rex E. Wallace&B. D. Joseph提出一个假说，认为虽然拉丁语中也有记载但法利斯克语材料才提供了更清晰的演化图景。
他们注意到古法利斯克语铭文中没有不规则演化的例子，规则的例子也远比不规则的例子多。不规则形式只出现于中期和晚期法利斯克语，他们只找到以下几例：
本应为f：
hileo(儿子)中期法利斯克语
hirmia(氏族法)中期法利斯克语
hirmio(氏族法)晚期法利斯克语
holcosio(氏族法)晚期法利斯克语
haba（一种豆子）<*bhabo-(文法家Quintus Terentius Scaurus作为法利斯克语引用)
本应为f：
foied“今天”中古法利斯克语<*gho:d d(i)ed
fe“这里”晚期法利斯克语< *ghey-ke
Wallace&Joseph认为第一个音变是个很普遍的音变(如西班牙语hijo“儿子”来自拉丁语filium“儿子”[宾格])，在法利斯克语中只有少数词受到影响。第二个则不能解释为音变，因此他们认为这是受其他音变影响产生的矫枉过正形式。当f>h正在进行，原形的认同度逐渐流失时，有些人开始在没有词源支持的情况下恢复f。